# Paul J. Barnes
Pour les articles homonymes, voir Barnes.
Paul J. Barnes est un annonceur radiophonique américain (1919 - 16 mai 1983) que l'on surnomme « l'homme aux mille voix » et qui est le premier acteur à prêter sa voix au personnage de Captain Midnight pour la série radiophonique homonyme qui entra en ondes en 1940. Il remporte aussi un prix Emmy en 1957 pour sa participation au Your Hit Parade.